# R. M. Guéra
Pour les articles homonymes, voir Milošević.
Rajko Milošević-Gera (cyrillique serbe : Рајко Милошевић Гера), qui signe Gera ou R.M. Guéra, est un auteur et dessinateur serbe de bande dessinée né le 24 novembre 1959 à Belgrade. Il vit à Barcelone, en Espagne, depuis 1991.

## Carrière
Il fait ses débuts dans la bande dessinée en Yougoslavie en 1982 avec la série Elmer Jones (serbe Елмер Џонс), un western dans le style de Sergio Leone écrit par Dragan Savić. Par la suite, ils collaborent à nouveau sur Texas Riders (serbe Тексашки јахачи) en 1984.
Le travail de R.M. Guéra a été publié en Espagne, en France et aux États-Unis. Il travaille notamment sur la série Scalped chez Vertigo, écrite par Jason Aaron, ainsi que sur Le Lièvre de Mars, écrit par Patrick Cothias et publié chez Glénat.
Gera est un surnom enfantin, et ne dérive pas de son vrai nom. Il l'a modifié pour Guéra au début des années 1990, lorsqu'il s'est installé à Barcelone, pour l'adapter à la prononciation espagnole.
Il est le dessinateur de la bande dessinée adaptée du film de Quentin Tarantino, Django Unchained, publiée chez Vertigo et exposée à la galerie Chappe en 2013,.
Il a reçu le prix « Polar'encontre » au Salon du Polar de Bon-Encontre (près d'Agen, Lot et Garonne) en février 2014 pour sa série Scalped,.

### Trade Paperbacksen anglais
- Scalped (Vertigo)
  1. Indian Country (2007)
  2. Casino Boogie (2008)
  3. Dead Mothers (2008)
  4. The Gravel in Your Gut (2009)
  5. High Lonesome (2009)
  6. The Gnawing (2010)
  7. Rez Blues (2011)
  8. You Gotta Sin to Be Saved (2011)
  9. Knuckle Up (2012)
  10. Trail’s End (2012)

### Albums en français
- Le Lièvre de Mars (scénario de Patrick Cothias, Glénat)
  - tome 8 (2002)
  - tome 9 (2003)
- Howard Blake T.1 La Lumière de l’ombre (Glénat, 2004)
- Scalped (scénario de Jason Aaron, Panini Comics puis Urban Comics)
  1. Pays Indien (2010)
  2. Casino Boogie (2010)
  3. Mères Mortes (2011)
  4. La Rage aux Tripes (2011)
  5. La Vallée de la Solitude (2012)
  6. Rongé jusqu’à l’Os (2012)
  7. Rez Blues, (2013)
  8. "Le Prix du Salut", (2013)
  9. "À Couteaux Tirés", (2013)
  10. "Au Bout de la Piste", (2014)